# Бава Кама
«Бава Кама», также «Баба Кама», «Бава Камма» (иуд.-арам. בבא קמא, bava qama — букв. «первые ворота») — трактат в Мишне, Тосефте, Вавилонском и Иерусалимском Талмуде, первый в разделе Незикин («Ущербы»). Трактат посвящён преимущественно изложению законов о возмещении убытков, причинённых одним лицом другому, вне зависимости, имело ли при этом место правонарушение (деликт) или нет.

## Название трактата
Название трактата «первые ворота» означает то, что он является первой частью изначально существовавшего трактата Мишны «Незикин» («Ущербы»), посвящённого еврейскому гражданскому праву. Этот трактат был разбит на три части (евр. «баба»; «бава») для удобства изучения, вследствие своего большого объёма.

## Предмет рассмотрения

### Законы об ущербах в Торе
В законе Моисея вопросам гражданского права уделяется достаточно большое внимание. В трактате «Бава Кама» подробному рассмотрению подвергаются следующие заповеди:

Когда ссорятся [двое], и один человек ударит другого камнем, или кулаком, и тот не умрет, но сляжет в постель, то, если он встанет и будет выходить из дома с помощью палки, ударивший [его] не будет повинен [смерти]; только пусть заплатит за остановку в его работе и даст на лечение его.
— Исх. 18:19

Когда дерутся люди, и ударят беременную женщину, и она выкинет, но не будет [другого] вреда, то взять с [виновного] пеню, какую наложит на него муж той женщины, и он должен заплатить оную при посредниках; а если будет вред, то отдай душу за душу, глаз за глаз, зуб за зуб, руку за руку, ногу за ногу, обожжение за обожжение, рану за рану, ушиб за ушиб.
Если кто раба своего ударит в глаз, или служанку свою в глаз, и повредит его, пусть отпустит их на волю за глаз; и если выбьет зуб рабу своему, или рабе своей, пусть отпустит их на волю за зуб.
Если вол забодает мужчину или женщину до смерти, то вола побить камнями и мяса его не есть; а хозяин вола не виноват; но если вол бодлив был и вчера и третьего дня, и хозяин его, быв извещен о сем, не стерег его, а он убил мужчину или женщину, то вола побить камнями, и хозяина его предать смерти; если на него наложен будет выкуп, пусть даст выкуп за душу свою, какой наложен будет на него.
Сына ли забодает, дочь ли забодает, — по сему же закону поступать с ним.
Если вол забодает раба или рабу, то господину их заплатить тридцать сиклей серебра, а вола побить камнями.
Если кто раскроет яму, или если выкопает яму и не покроет её, и упадет в неё вол или осел, то хозяин ямы должен заплатить, отдать серебро хозяину их, а труп будет его.
Если чей-нибудь вол забодает до смерти вола у соседа его, пусть продадут живого вола и разделят пополам цену его; также и убитого пусть разделят пополам; а если известно было, что вол бодлив был и вчера и третьего дня, но хозяин его [быв извещен о сем] не стерег его, то должен он заплатить вола за вола, а убитый будет его.
Если кто украдет вола или овцу и заколет или продаст, то пять волов заплатит за вола и четыре овцы за овцу.
— Исх. 21:22 — 22:1

[Укравший] должен заплатить; а если нечем, то пусть продадут его [для уплаты] за украденное им; если [он пойман будет и] украденное найдется у него в руках живым, вол ли то, или осел, или овца, пусть заплатит [за них] вдвое.
Если кто потравит поле, или виноградник, пустив скот свой травить чужое поле, [смотря по плодам его пусть заплатит со своего поля; а если потравит всё поле,] пусть вознаградит лучшим из поля своего и лучшим из виноградника своего.
Если появится огонь и охватит терн и выжжет копны, или жатву, или поле, то должен заплатить, кто произвел сей пожар.
— Исх. 22:3—6

Если кто согрешит и сделает преступление пред Господом и запрется пред ближним своим в том, что ему поручено, или у него положено, или им похищено, или обманет ближнего своего, или найдет потерянное и запрется в том, и поклянется ложно в чём-нибудь, что люди делают и тем грешат, — то, согрешив и сделавшись виновным, он должен возвратить похищенное, что похитил, или отнятое, что отнял, или порученное, что ему поручено, или потерянное, что он нашел; или если он в чём поклялся ложно, то должен отдать сполна, и приложить к тому пятую долю и отдать тому, кому принадлежит, в день приношения жертвы повинности; и за вину свою пусть принесет Господу к священнику в жертву повинности из стада овец овна без порока, по оценке твоей; и очистит его священник пред Господом, и прощено будет ему, что бы он ни сделал, все, в чём он сделался виновным.
— Лев. 6:2—7
Тора, а вслед за ней Талмуд не считают присвоение чужого имущества и нанесение телесных повреждений уголовными преступлениями, но относят их к области так называемого «штрафного права» (דיני קנסות‬) и рассматривают их в рамках гражданского законодательства как дела о возмещении ущерба.

### Учение об ущербах в Мишне
Из десяти глав трактата «Бава Кама»:
- в первых шести рассматриваются случаи косвенного причинения имущественного или физического ущерба другому лицу вследствие недостаточного присмотра виновника ущерба за принадлежащими ему предметами, по природе своей способными к нанесению вреда;
- остальные четыре главы разбирают ответственность за непосредственное нанесение имущественного или физического ущерба одним лицом другому в результате правонарушения.[1]

#### Неумышленный ущерб
При анализе текста Торы Мишна обнаруживает четыре вида неумышленного нанесения вреда, соответствующие тому несложному земледельческому строю, который имел в виду законодатель:
- 1) бодливый вол (שור‬);
- 2) скот, пущенный на потраву чужого поля מבעה‬);
- 3) яма, вырытая в доступном для общего пользования месте (בור‬);
- 4) огонь при неосторожном с ним обращении (הבער‬).

Мишна, считая, что информация в Торе должна быть всеобъемлющей, возводит эти четыре вида в ранг «отцов повреждений» (אבות נזיקים), доказывая, что ни один из них не мог бы быть выведен по аналогии из другого, и в то же время все остальные случаи неумышленного нанесения ущерба могут быть сведены к этим четырём..
Применительно к бодливому волу Тора различает два случая. Если вол был ранее замечен в агрессивном поведении (бодался, кусался, толкался, лягался), то он «муад» (מועד, «предостережённый»); если же ранее замечен не был, то он «там» (תם, «невинный»). В обоих случаях буквальное исполнение предписаний Торы относительно возмещения ущерба от вола вызывает затруднение, так как по Торе оно ставится в зависимость от стоимости самого этого вола — это может привести к тому, что потерпевший получит слишком много, или наоборот, от происшествия выгадает виновный. Поскольку закон Торы несправедливым быть не может, раввины путём истолкования вывели закон, по которому убыток, нанесённый волом «там» возмещается в половинном размере, но не больше стоимости этого вола, а волом «муад» — полностью, из лучшего имущества виновного.
Если вол наносит ущерб, действуя в рамках нормального поведения, например, наступает на вещи, находящиеся на его пути, или ест свойственную для него еду, то он всегда является «муад». Также в качестве «муад» выступают: человек, дикие животные, и все прочие «отцы повреждений». Если вол съел что-то в общественной области, Мишна предписывает оценивать ущерб не в размере нанесённого повреждения, а в размере полученной пользы.
Размер ущерба исчисляется в денежном выражении, но при взыскании через суд возмещается преимущественно недвижимостью («лучшею землёю»).
Вместе с тем Мишна, отмечая юридические свойства, общие всем четырём типам, выводит общий закон ответственности за причинённый вред, который она выражает следующей формулой:
- «Если я обязан наблюдать за вещью (и не наблюдал), то я сам подготовил учинённый ей вред; если я совершил часть подготовления вреда, я плачу, как будто бы я подготовил всё» (Мишна, 1:2). Например: кто-то выкопал яму глубиной 5 тефахов (ивр. טפח, букв. «ладонь», мера длины, примерно равная восьми сантиметрам), потом пришёл другой и углубил её до 10 тефахов — за ущерб от ямы отвечает второй (Тосефта, 6:11). Также: пятеро сидели на скамье, а когда сел шестой, она сломалась — за ущерб отвечает шестой (Тосефта, 2:9).

#### Ущерб в результате правонарушения
Выделяется три вида правонарушений, требующих возмещения ущерба:
- Кража
- Побои и нанесение телесных повреждений
- Незаконное присвоение чужого имущества, не связанное с кражей (например, присвоенная находка или переданная на хранение вещь).

В случае кражи вор, пойманный с поличным, платит вдвое; если же украл животное и продал его другому или зарезал его, то платит впятеро или вчетверо больше. Если же он сам сознался в своём поступке, он возвращает только то, что украл, — по общему правилу «сознавшийся освобождается от штрафа».
В случае нанесения телесных повреждений закон Торы в буквальном его смысле применяет принцип «jus talionis»: «око за око, зуб за зуб». Так и толковали закон саддукеи. Может быть, что так толковала его и школа Шаммая; по крайней мере, согласно цитируемой в Гемаре Барайте, в таком смысле высказался рабби Элиезер: «око за око — буквально» (84а), хотя Гемара силится там доказать, что он не говорил это серьёзно. В итоге, аналогично закону о возмещении ущерба от вола, возобладало мнение, что буквальное применение этого принципа может привести к несправедливости. Гемара приводит длинный ряд соображений, принадлежащих разным авторам, в пользу того, что «око за око» не должно быть понимаемо в буквальном смысле. Одно из них гласит: «Око за око — но не око и жизнь за око», а так как нельзя вперёд знать, чем кончится операция удаления глаза у обидчика и не повлечёт ли она за собой его смерть, то, следовательно, сказанное надо понимать в смысле денежного вознаграждения. Иосиф Флавий говорит, что вполне зависит от потерпевшего, применить ли «око за око» или получить денежное вознаграждение. Согласно Мишне, возмещение ущерба за телесные повреждения (как и за косвенный ущерб) производится исключительно в денежном выражении и имеет пять составляющих: вред (נזק — ущерб от нанесения необратимых телесных повреждений; если такой ущерб нанесён хозяином своему рабу, то плата за это — освобождение), лечение (רפוי, оплата лечения), сидение (שבת, оплата за вынужденное бездействие, производится в размере минимальной оплаты труда), страдание (физическое, צער) и бесчестие (בושת, страдание моральное; два последних зависят от общественного положения потерпевшего и соответствуют современной плате за моральный ущерб).
В случае незаконного присвоения ущерб возмещается, а если при этом имела место ложная клятва, то к нему прибавляется «пятая доля» (по счёту Мишны это означает четверть). Общее правило гласит: похититель возвращает вещь в том виде, в каком она была в момент похищения. Если он похитил малоценного телёнка и он превратился у него в дорогого вола, он возвращает ему стоимость телёнка, и обратно, если он похитил у него быка и последний одряхлел у него, он должен вернуть ему здорового быка. Если он похитил необработанную шерсть и превратил её в ткань, он возвращает потерпевшему стоимость сырого материала. По ассоциации идей Мишна переходит тут к вопросу о том, в какой мере отвечает мастер за порчу сырого материала, который поручен был ему для обработки, или за порчу готовых вещей, которые даны были ему для починки.

## Содержание
Трактат «Бава Кама» в Мишне содержит 10 глав и 79 параграфов. Как и многие другие трактаты, он начинается с числового правила — перечисления четырёх «отцов убытков».
- Глава первая определяет общие принципы мишнаитского учения о возмещении неумышленного ущерба, изложенные выше. Следует заметить, что почти вся первая глава написана особенно архаическим языком, по конструкции близким к библейскому, что указывает на глубокую древность её возникновения[1].
- Глава вторая подробно рассматривает признаки различия между «там» и «муад»
- Глава третья разбирает вопросы об ответственности за ущерб, причинённый в общественной области. Также в ней приводятся примеры расчёта возмещений за убытки.
- Глава четвёртая рассматривает особые случаи при нанесении ущерба волом: расчёт возмещения при нескольких пострадавших, зависимость ответственности от принадлежности животного, убийство волом человека и т. д.
- Глава пятая продолжает рассмотрение сложных случаев косвенного ущерба: случаи, связанные с повреждением плода у беременной; вопросы об ответственности за ущерб, нанесённый в частной области; ущерб от ямы и т. д.
- Глава шестая рассматривает случаи ущерба от потравы и от огня.
- Глава седьмая содержит законы о краже.
- Глава восьмая трактует об оскорблении действием и о возмещении ущерба за причинённые увечья[1].
- Глава девятая определяет порядок возмещения за незаконно присвоенное имущество.
- Глава десятая разбирает вопросы о чужом имуществе, полученном законным путём (например, если похищенное имущество унаследовано или куплено). Мишна отвечает на вопросы, в каких случаях это имущество следует вернуть, а в каких нет. В завершение рассматривается вопрос о том, какие предметы нельзя вообще покупать у ремесленников, как заведомо краденные, так как, представляя остатки порученного им для обработки материала, они не настолько малоценны, чтобы заказчики мысленно отказались от них в пользу ремесленника.[1]

## Затрагиваемые темы

### Галахические вопросы
Тема возмещения за ущерб является актуальной как с точки зрения иудейского религиозного закона, так и с точки зрения правоведения. Поэтому в трактате отмечается множество интересных галахических вопросов. Особенно много их в Вавилонском Талмуде («Бавли»).
- В Бавли, 18б предусмотрено возмещение ущерба хозяином животного (петуха, коня, осла), которое своим криком расколет кувшин у соседа (вследствие резонанса). Скрытая цитата отсюда присутствует у братьев Стругацких (повесть «Стажёры»).
- В Бавли 20, 21а, разбирается вопрос, долго обсуждавшийся как в палестинских[англ.], так и в вавилонских академиях. Если кто живёт в пустующем доме без ведома его владельца, причём дом этот вообще не сдаётся внаём, должен ли жилец платить за квартиру или нет? Одни говорили, что всякое пользование чужим имуществом должно быть оплачиваемо; другие говорили, что «польза для одного без ущерба для другого не подлежит оплате». Последнее мнение получило перевес и было принято к руководству.[1]
- В вавилонской Гемаре, в 3-й главе приведены дебаты по принципиальному вопросу: вытекает ли обязательство возмещения убытков из гражданского правонарушения, или оно допустимо без всякого деликта, хотя бы вред, причинённый одним другому, произошёл от вполне дозволенного законом деяния? Несмотря на то, что многие из древних палестинских авторитетов (таннаев) обусловливают обязанность возмещения убытков наличностью деликта, позднейший вавилонский юрист Абайе отвергает необходимость деликта, и его мнение принято к руководству.[1]
- В Бавли 27б приведена история, доказывающая, что если обращение в суд для защиты прав не поможет из-за потери времени, человек имеет право сам взять закон в свои руки. Один человек (А) был обвинен перед равом Хисдой в Вавилонии в том, что он ударил другого человека (Б) лопатой. Хисда спросил рава Нахмана, сколько должен заплатить преступник. Последний ответил, что никакой штраф не может быть наложен в вавилонских судах, но что он желает знать обстоятельства дела. Он выяснил, что А и Б имеют вместе колодец, причем каждый из них имеет право черпать воду только в определённые дни. Вопреки договоренности, Б черпал воду в день, который ему не принадлежал. А заметил это и отогнал его лопатой. Вердикт Нахмана состоял в том, что А мог безнаказанно ударить Б лопатой хоть сто раз, так как любая задержка повлекла бы за собой большие потери для А.
- В мишне 3:3 читаем: «Если кто вынес свою солому или сено на улицу (רשות הרבים‬ — место общего пользования) для образования навоза и другой из-за этого получил повреждение, то первый обязан возместить убыток; вместе с тем всякий имеет право присвоить навоз» (как бесхозяйную вещь). В Вавилонской Гемаре по этому поводу цитируются две барайты:
  - 1) «Рабби Иегуда говорит: во время удобрения полей человек имеет право вынести свой навоз на улицу и накоплять его там в продолжение 30 дней для того, чтобы он растирался под ногами людей и скота, ибо под этим условием Иисус Навин предал страну еврейскому народу» (то есть это — издревле существующее право).
  - 2) «Все те, которым разрешается портить улицу (напр. открывать туда в дождливое время года водосточные трубы), если они кому-нибудь причинили вред, должны возместить его; рабби Иегуда же освобождает (от ответственности)».

Гемара ставит вопрос: согласна ли окончательная редакция закона в Мишне со мнением рабби Иегуды или нет? Рабби Нахман отвечает, что между нашей Мишной и мнением рабби Иегуды нет противоречия, так как в Мишне речь идёт не о времени унавоживания полей, а o летнем времени, когда портить улицу не дозволяется (Бавли, 30а). Однако в другом месте (Бава Мециа, 118б) Абайе утверждает, что анонимная мишна противоречит мнению рабби Иегуды и других таннаев, которые считали, что никто не отвечает за убытки, причинённые дозволенным деянием.
- В мишне 3:10 приводится весьма важный, но нехарактерный для других правовых систем принцип, который выражается словами «Kom leh bederabba meneh» (קם ליה בדרנא מניה‬), то есть «достаточно с человека высшего наказания». Если человек совершил преступное деяние, за которое он присуждается к смертной казни или телесному наказанию, и если от этого деяния произошёл кому-нибудь имущественный ущерб, то последний не возмещается; например:
  - если он нанёс увечье своим отцу или матери при наличности двух предостерегавших его свидетелей, с него не взыскивают за лечение, за неспособность к труду и пр., «ибо он отвечает своей жизнью»;
  - равным образом, «если он в субботу поджёг гумно своего соседа, он не платит за сгоревший хлеб».[1]
- В мишне 3:11 устанавливается общий всем законодательствам принцип, по которому в спорных случаях тяжесть доказательства лежит на истце; на потерпевшем в данном случае лежит обязанность доказать факт правонарушения, а также наличность и объём убытков[1].
- В мишне 4:3 устанавливается, что вол еврея, забодавший вола язычника, свободен от ответственности в рамках еврейского закона, в обратном же случае убыток подлежит возмещению в полном размере. С другой стороны, однако, похитивший у язычника обязан вернуть похищенное; похищение у язычника является более тяжким преступлением, чем похищение у еврея, так как это осквернение имени Бога (Тосефта, 10:15).
- В Тосефте, 6:16, 6:17 рассматриваются случаи, когда невозможно точно определить вину — в таких ситуациях ущерб не возмещается, считается, что их может разрешить только небесный суд. Сюда относятся: пугание, отравление животного, врачебные ошибки. Сюда же относится нанесение повреждений самому себе и порча собственного имущества.
- Интересный прецедент рассмотрен в мишне 6:6. Согласно ей, если пожар произошёл от выставленного на улице светильника, хозяин светильника отвечает за ущерб, при этом рабби Иуда освобождает от ответственности, если это светильник хануки.
- Тосефта, 7:8-13 приводит классификацию воров по степени ответственности:
  - 1) крадущий мнение, например, тот, кто приглашает человека в гости или предлагает подарок, заранее зная, что тот откажется;
  - 2) обмеривающий, обвешивающий, разбавляющий масло уксусом и т. п. — по галахе это ненаказуемо;
  - 3) крадущий вещи, запрещённые в пользование — это также ненаказуемо;
  - 4) крадущий документы и недвижимость — он возмещает ущерб, но свободен от штрафа;
  - 5) крадущий животных, вещи и т. п. — платит вдвое;
  - 6) зарезавший или продавший украденного вола или овцу — платит впятеро или вчетверо;
  - 7) похитивший человека — подлежит смертной казни.
- В мишне 7:7 приводится весьма любопытный, хотя не имеющий прямого отношения к теме трактата закон, по которому нельзя заниматься разведением мелкого скота в Палестине; но это разрешается в Сирии (то есть в тех её частях, которые были завоёваны хасмонеями). Дошло до того, что пастухов мелкого скота чуть ли не поставили вне закона; во всяком случае их не считали правоспособными свидетелями. Обычно указанное запрещение мотивируется тем, что мелкий скот трудно удержать от потравы чужих полей.[1]
- В мишне 8:6 приводится интересный прецедент. Рабби Акива наложил крупный штраф на человека, сорвавшего с женщины головной убор на улице. Тот построил свою защиту на том, что для неё это не является бесчестием, так как она сама готова обнажить голову на улице, и спровоцировал её на это при свидетелях. Рабби Акива не принял этот аргумент на том основании, что нанесение ущерба себе самому ненаказуемо.

### Агадическиефрагменты
- Бавли, 17а: На похоронах царя Езекии на его гроб положили свиток Торы со словами: «этот [человек] исполнил то, что написано в этом [свитке]».
- Бавли, 38а: Однажды римский наместник послал к Гамалиилу двух подчинённых, чтобы их обучили еврейским законам. Закончив обучение, они объявили Гамалиилу, что все законы справедливы и достойны похвалы, за исключением двух, которые делают различие между евреями и язычниками. После этого раввин приказал устранить неравенство.
- В Тосефте, 2:13 (также: Бавли, 50б) приводится история о том, как один благочестивый человек заметил человека, который выбрасывал камни и мусор из своего сада на проезжую часть. Благочестивец упрекнул его, сказав: «зачем ты бросаешь эти вещи из места, которое не принадлежит тебе, в место, которое принадлежит тебе?» Человек рассмеялся, но вскоре понял истинный смысл вопроса, ибо ему пришлось продать свое имущество, и однажды, идя по улице, он случайно наткнулся на эти самые камни.
- Бавли (79б) рассказывает, что ученики рабби Иоханана бен-Заккая спросили его однажды, почему Тора относится строже к вору, чем к грабителю, налагая на последнего гораздо меньший штраф. «Вор, — ответил учитель, — оказывает больше уважения людям, чем Богу; грабитель, по крайней мере, не ставит людей выше Бога» (так как вор Бога не боится, а человека боится).[1] В продолжение этого приводится ещё несколько высказываний Иоханана бен-Заккая.
- Бавли, 81б: Иисус Навин, разделив землю Ханаанскую между коленами Израилевыми, заставил их согласиться на десять условий, наиболее важными из которых являются общее пользование лесами как пастбищами для скота и общее право ловить рыбу в Тивериадском озере.
- Бавли, 82а: Ездра ввел десять правил среди которых чтение Торы в субботнюю минху, в понедельник и четверг, а также проведение судебных заседаний по понедельникам и четвергам.
- Иоханан бар Нафха обычно отдавал своему слуге часть от всего, что он ел или пил, говоря: «Разве его создатель не является также и моим создателем?» (Иов. 31:15; Йерушалми 8 6С).